# آلفا دلفین
آلفا دلفین یک ستاره است که در صورت فلکی دلفین قرار دارد.